# Брусарци
Брусарци (буг. Брусарци) су град у Републици Бугарској, у северозападном делу земље, седиште истоимене општине Брусарци у оквиру Монтанске области.

## Географија
Положај: Брусарци се налазе у северозападном делу Бугарске. Од престонице Софије град је удаљен 145 km северно, а од обласног средишта, (Монтане град је удаљен 40 km северно.
Рељеф: Област Брусараца се налази у југозападном ободу Влашке низије. Град се сместио у валовитом подручју до реке Лом, на око 110 m надморске висине.
Клима: Клима у Брусарцима је континентална.
Воде: Кроз град протиче река Лом. У области има и више мањих потока.

## Историја
Област Брусараца је првобитно било насељено Трачанима, а после њих овом облашћу владају стари Рим и Византија. Јужни Словени ово подручеје насељавају у 7. веку. Од 9. века до 1373. године област је била у саставу средњовековне Бугарске.
Крајем 14. века дата област је пала под власт Османлија, који владају облашћу 5 векова.
Године 1878. град је постао део савремене бугарске државе. Насеље постоје убрзо средиште окупљања за села у околини, са више јавних установа и трговиштем.

## Становништво
По проценама из 2010. године Брусарци су имали око 1.300 становника. Огромна већина градског становништва су етнички Бугари. Остатак су махом Роми. Последњих деценија град губи становништво због удаљености од главних токова развоја у земљи.
Претежан вероисповест месног становништва је православна.